# Photographie de mode de rue
La photographie de mode de rue, parfois désignée sous les noms de streetstyle ou street fashion, est un courant de la photographie de mode consistant à prendre en photo des styles vestimentaires non pas en studio, mais en extérieur et sur le vif, sans autres artifices que ceux de l'apparence naturelle et de la lumière extérieure. 

## Historique
Il faut remonter au début du XXe siècle pour trouver ce type de cliché de mode : dès 1909 en France, à la suite d'une commande de la revue La Mode pratique, les frères Séeberger arpentent les champs de course afin d'y photographier les styles vestimentaires, souvent élégants et composés de pièces de haute couture. S'y côtoient des gens de la haute société, personnalités du monde des arts et mannequins. Leurs photo-reportages sont alors très prisés des lectrices et les frères Séeberger sont alors sollicités par les magazines de mode de l'époque, tels que VU, Vogue, Fémina ou Le Jardin des Modes.
Dans les années 1930, le photographe hongrois Martin Munkácsi, résidant alors à New York, sort la photographie de mode des studios, et innove pour le magazine Harper's Bazaar avec ses photographies de looks vestimentaires en extérieur, pris dans l'instantanéité, dans des lieux tels que la rue, la plage ou l'aéroport.
Après la guerre, à partir des années 1960, le photographe Bill Cunningham, dans un premier temps pour le Chicago Tribune, et ensuite pour le quotidien américain The New York Times dont il devient l'une des figures emblématiques concernant la mode, considéré parfois comme l'un des vétérans et précurseur de ce courant,, va faire sa renommée et son succès sur ses clichés de looks de rue et son style de photographie sur le vif.
Dans les années 1990, des magazines de mode tels que The Face ou i-D se mettent à publier des portraits urbains de jeunes stylés. Émergent également, à la même époque, des ouvrages uniquement composés de looks de rue japonais, tels que les collections Cutie et FRUiTS.

### Blogs des années 2000
Cette photographie se démocratise et se banalise dans les années 2000 avec l'avènement d'Internet et des photoblogs de mode. Les blogueurs de mode tels que le new-yorkais Scott Schuman (en) du blog The Sartorialist, la française Garance Doré éditrice du blog du même nom, ou encore le canadien Tommy Ton (en) du photo-blog JAK & JIL. Des sites spécialisés comme le français TrendMeUP (2010-2012) ou communautaires, à mi-chemin entre le réseau social et le blog, et ayant pour thématique principale la photographie de mode, font aussi partie des principaux vecteurs de ce courant. Les personnalités médiatiques photographiées, souvent lors des Fashion weeks, influencent les choix du public : « le street style fait vendre » précise l'influent Tommy Ton (en). Cette présence de photographes, prenant des clichés des invités aux défilés, devient en quelques années un rituel.
Sur le modèle du site lookbook.nu, fondé en 2008, ces communautés virtuelles, parmi lesquelles Lookbook, Chictopia, Weardrobe (en) et Hypeed, permettent à leurs utilisateurs de poster leurs propres photographies et d'être notés par les autres membres de la communauté.

#### Ouvrages
- Xavier Demange, Sylvie Aubenas et Virginie Chardin, Les Séeberger : Photographes de l'élégance 1909-1939, Paris, Seuil, coll. « Bibliothèque nationale de France », 2006, 223 p. (ISBN 2-02-087835-6, lire en ligne)

#### Articles
- Géraldine Dormoy, « La Fashion Week vue par Tommy Ton, le photographe de streetstyle du blog Jak & Jil », L'Express Styles,‎ 21 septembre 2010 (lire en ligne)
- Baudouin Galler, « Le streetstyle s'empare des blogs de mode », L'Express Styles,‎ 27 novembre 2010 (lire en ligne)
- Isabelle Oziol de Pignol, « Les « streetstylers » vus par Isabelle, du blog Accro de la Mode », L'Express Styles,‎ 4 mars 2010 (lire en ligne)
- Mathilde Laurelli, « Le streetstyle est-il en crise? », sur lexpress.fr, 15 mars 2013 (consulté le 21 janvier 2018)